# 군위댐
군위댐(軍威dam)은 대구광역시 군위군 삼국유사면 학성리에 있는 대한민국의 댐이다.
2004년 8월에 착공해 2010년 12월 1일에 준공했다. 낙동강 지류 중 위천에 위치하고 있다. 화북3리 지역에 건설하여 화북댐이라고 하기도 한다.
이 댐의 건설로 삼국유사면(당시 지명은 고로면) 소재지가 대거 수몰됐으며, 한국수자원공사 군위댐지사 옆에 면사무소와 보건지소를 포함한 복합 청사를 신축했다.
그리고 군위댐과 직결되는 군위정수장이 댐 서쪽의 화수리에 2018년 3월 22일 신축됐다.

## 시설 개요
- 하천명 : 지방1급 하천 위천 (낙동강 지류)
- 위치 : 대구광역시 군위군 삼국유사면 학성리
- 사업기간 : 2004년 8월 ~ 2010년 12월 1일

### 본댐
- 형식 : 콘크리트 표면차수벽형 석괴댐(CFRD)
- 길이 : 330m
- 높이 : 45m

### 저수지
- 명칭 : 군위호
- 총저수용량 : 48.7백만m3 (홍수조절용량 3.1백만m3)
- 유역면적 : 87.5km2

### 발전시설
- 발전용량 : 2,870MWh/년